# Mistrzostwa Europy w Lekkoatletyce 1938 – bieg na 5000 m mężczyzn

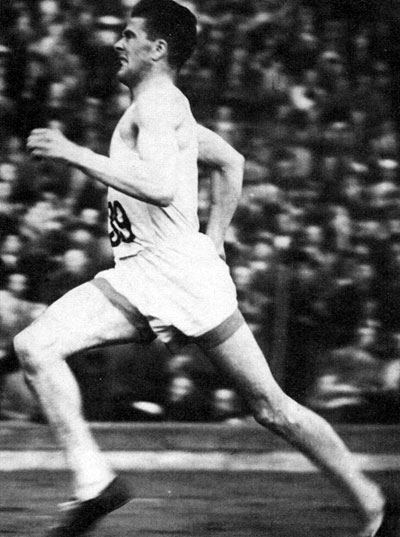
Henry Jonsson

Bieg na dystansie 5000 metrów mężczyzn był jedną z konkurencji rozgrywanych podczas II Mistrzostw Europy w Paryżu. Bieg został rozegrany w niedzielę, 4 września 1938 roku. Zwycięzcą tej konkurencji został późniejszy rekordzista świata na dwukrotnie dłuższym dystansie, Fin Taisto Mäki. W rywalizacji wzięło udział trzynastu zawodników z dziewięciu reprezentacji.

## Rekordy
| Rekord świata     | Lauri Lehtinen (FIN) | 14:17,0 | Los Angeles, Stany Zjednoczone | 19.06.1932 |
| Rekord Europy     | Lauri Lehtinen (FIN) | 14:17,0 | Los Angeles, Stany Zjednoczone | 19.06.1932 |
| Rekord mistrzostw | Roger Rochard (FRA)  | 14:36,8 | Turyn, Włochy                  | 09.09.1934 |

## Wyniki
| Place | Athlete            | Time       |
| ----- | ------------------ | ---------- |
| 1     | Taisto Mäki        | 14:26,8 CR |
| 2     | Henry Jonsson      | 14:27,4    |
| 3     | Kauko Pekuri       | 14:29,2    |
| 4     | Jack Emery         | 14:46,2    |
| 5     | Józef Noji         | 14:47,8    |
| 6     | Morrison Carstairs | 14:51,3    |
| 7     | András Csaplár     | 14:52,4    |
| 8     | Roger Rochard      | 14:55,6    |
| 9     | Odd Rasdal         | 15:01,0    |
| 10    | Gottfried Utiger   | 15:42,0    |
| 11    | Jean Deloge        | 15:48,0    |
| -     | Roger Normand      | DNF        |
| -     | István Simon       | DNF        |